# Commanderie de l'Hôpital (Chinon)
La commanderie de l'Hôpital est un hôtel, ancienne commanderie des Hospitaliers de l'ordre de Saint-Jean de Jérusalem, situé à Chinon. 

## Historique
Le monument fait l’objet d’une inscription au titre des monuments historiques depuis le 17 octobre 1966.